# Ле-Мениль-Бенуа
Ле-Мени́ль-Бенуа́ (фр. Le Mesnil-Benoist) — коммуна во Франции, находится в регионе Нижняя Нормандия. Департамент коммуны — Кальвадос. Входит в состав кантона Сен-Севе-Кальвадос. Округ коммуны — Вир.
Код INSEE коммуны — 14415.

## Население
Население коммуны на 2010 год составляло 52 человека.
| 1962 | 1968 | 1975 | 1982 | 1990 | 1999 | 2010 |
| ---- | ---- | ---- | ---- | ---- | ---- | ---- |
| 62   | 65   | 64   | 60   | 46   | 45   | 52   |

## Экономика
В 2010 году среди 32 человек трудоспособного возраста (15—64 лет) 26 были экономически активными, 6 — неактивными (показатель активности — 81,3 %, в 1999 году было 84,6 %). Из 26 активных жителей работали 23 человека (12 мужчин и 11 женщин), безработных было 3 (2 мужчин и 1 женщина). Среди 6 неактивных 1 человек был учеником или студентом, 4 — пенсионерами, 1 был неактивным по другим причинам.